# 信じる
「信じる」（しんじる）は、谷川俊太郎作詞、松下耕作曲の合唱曲。

## 合唱曲
第71回（平成16年度）NHK全国学校音楽コンクール中学校の部課題曲として混声三部合唱版･女声三部合唱版が作曲された。当初は約5分40秒程度の曲だったが、Nコンの演奏時間の都合により間奏や歌詞を一部カットした短縮版（約4分30秒）が作られ、後者が課題曲として採用された。
同年度のコンクールのテーマは「信じる」であり、小学校・高等学校の課題曲は「信じる対象への思い」が、詩が立ち上がるきっかけとなっているが、中学校のこの曲だけは「信じる行為そのもの」を中心としてうたわれている。谷川俊太郎は「抽象的な言葉を避けようと思いました。そして人間にとってもっとも大切な信じる対象を考よう」という呼びかけが合唱にふさわしいと思っていたのですが、書いているうちにそれが押しつけのように思えてきました。信じることは、ひとりの人間のもっとも深いところ、静かなところで起こる心の働きだと気づいたからです。」とし、松下耕は「谷川俊太郎さんの、選び抜かれた言葉の数々は、それらそのものにメロディーがあり、ハーモニーがある。これらの言葉を殺さないように、誰もが簡単に理解でき、内容を深く表現できうる曲を書こうとしても、なかなか書き出すことができなかった。中学生が対象となる曲ではあるが、老若男女誰でも歌えるメロディーが書きたかった。そして、歌う人それぞれが、信じあい、祈りあえるような、そんな曲を目指した。」「コンクールの課題曲ではあるが、作曲者は、「技巧的に素晴らしいが、感動のない演奏」は望んでいない。むしろ、粗削りでもいいから、心からの叫びを聞きたい。」とする。この曲の最も重要な旋律（冒頭のピアノの前奏に現れ、曲の終結部で合唱に朗々と響きわたるメロディー）は、松下耕が電車に乗っているときにふいに浮かび、すぐにその場で五線紙に書きとったとされ、後に全日本合唱連盟主催のワークショップにおいて「どういう時にメロディーが浮かびますか?」との問いに松下耕は「仕事だから、ピアノを弾いてひねり出します。ただ『信じる』という作品だけは、天から降ってきました。京王線の調布で電車を乗り換える時に、メロディーがふっと。不思議な体験でした。あの曲は「谷川俊太郎作詩/松下耕作曲」となってるけど、それは嘘で、神様がくれたので、作曲は神様（笑）。だから今でもみんなに愛されているんですね」と述懐している。
ロング女声版は、女声合唱曲集『そのひとがうたうとき』に収録された。2010年には、新たに男声合唱に編曲した版も男声合唱曲集『そのひとがうたうとき』に収録され出版されている。
課題曲版はコンクール終了後も人気を博し、現在でも主に中学校の合唱コンクールや卒業式で歌われている。また石毛里佳編曲によるオーケストラ版（混声四部合唱）もある。

## 混声合唱とピアノのための「信じる」
「信じる」を混声四部合唱に再編し、それを終曲に置いた混声合唱組曲。全て谷川俊太郎作詞、松下耕作曲。「信じる」混声四部版は課題曲版がベースとなっている。
- 収録曲：「ふるさとの星」「くり返す」「泣けばいい」「信じる」
- 委嘱：三多摩青年合唱団
- 初演：2006年11月18日、パルテノン多摩大ホール　《三多摩青年合唱団あめあがりコンサート2006》
指揮：松下耕、ピアノ：笹有里子

## 歌詞
笑うときには大口開けて 
おこるときには本気でおこる
自分にうそがつけない私
そんな私を私は信じる
信じることに理由はいらない

地雷をふんで足をなくした
子どもの写真目をそらさずに
黙って涙を流したあなた
そんなあなたを私は信じる
信じることでよみがえるいのち
葉末(はずえ)の露(つゆ)がきらめく朝に
何を見つめる子鹿のひとみ
全てのものが日々新しい
そんな世界を私は信じる
信じることは生きるみなもと
lalalalalala…
私は信じる